# Combiner
Ein Combiner (dtsch. Kombinierer von Informationen) ist eine Vorrichtung, die Signale aus verschiedenen Quellen zu einem Signal vereinigt. Je nach Anwendungsbereich kann dies in verschiedener Form geschehen.

## Augmented Reality
Ein Combiner für Augmented Reality vereinigt Licht, dass von einer Bildquelle kommt, mit Licht, dass aus der Umgebung einfällt, zu einer gemeinsamen Ansicht. Eine mögliche Bauform ist über semi-transparente Spiegel, die Umgebungslicht durchlassen und gleichzeitig ein im passenden Abstand montiertes Display (z. B. ein LCD) reflektieren. Für einen Betrachter aus einer passenden Perspektive entsteht so der Eindruck, dass sich die auf dem Display angezeigten Grafiken hinter dem Combiner befinden während weiterhin hinter dem Combiner befindlichen Objekte sichtbar sind.
In einem Automobil mit Head-Up-Display ist der Combiner oft einfach die Windschutzscheibe. Alternativ gibt es auch so genannte Boxed Combiner, die eine eigene kleine Schreibe unabhängig von der Windschutzscheibe zum Zusammenführen der virtuellen Grafiken mit dem Licht aus der physischen Umgebung nutzen.

## Elektrotechnik
In der Hochfrequenztechnik ist ein Combiner eine Baugruppe, welche mehrere schwächere Signale gleicher Frequenz zu einem stärkeren Signal zusammenfügt. Gleichzeitig isoliert er die Eingänge voneinander, so dass diese sich nicht gegenseitig beeinflussen, beziehungsweise die jeweils anderen Signalerzeuger.
Mittels eines Combiners lassen sich zum Beispiel Senderendstufen zusammenfassen und auf eine Antenne geben, wobei sich die einzelnen Endstufen (relativ) unabhängig voneinander betreiben lassen.
Je nach Bauart erfolgt das Zusammenfügen der Signale in einem Combiner ohne Phasenverschiebung oder zum Beispiel mit 90° (Quadratur) oder 180° Phasenverschiebung. Letzteres kann zum Beispiel auch zu Differenzmessung von Signalen verwendet werden.
Ein Combiner ähnelt einem Diplexer. Im Gegensatz zum Combiner fasst ein Diplexer Signale unterschiedlicher Frequenzen zusammen.